# Vulpes
Vulpes is een geslacht uit de familie van de hondachtigen (Canidae). Onder dit geslacht valt een groot aantal vossen, waaronder de algemeenste soort, de vos (Vulpes vulpes). Tot dit geslacht behoren nog tien tot twaalf levende soorten. De fennek en de poolvos worden vaak in aparte geslachten geplaatst, respectievelijk Fennecus en Alopex. De steppevos (V. corsac) wordt soms ook in Alopex geplaatst. Soms worden ook de grijze vossen (Urocyon) en de Zuid-Amerikaanse vossen (onder andere Atelocynus, Dusicyon en Pseudalopex) binnen dit geslacht geplaatst. De vossen van het geslacht Vulpes worden samen ook wel de "echte vossen" genoemd.

## Kenmerken
De vossen uit het geslacht Vulpes hebben een spitse snuit, een lange pluimstaart en driehoekige, rechtopstaande oren. De staartpunt is meestal anders gekleurd dan de rest van de vacht.

## Leefwijze
De soorten uit het geslacht zijn opportunistische jagers. Kleine zoogdieren vormen de voornaamste prooi, maar ook bessen en andere vruchten, vogels, aas en ongewervelde dieren vormen een belangrijk onderdeel van het menu. Alle soorten vangen knaagdieren en andere kleine zoogdieren met een zogenaamde "muizensprong", waarbij de dieren in de lucht springen en met de voorpoten op de prooi landen.

## Verspreiding
Het geslacht Vulpes komt voor in Europa, Azië, Noord-Amerika, Midden-Amerika en Afrika (4 soorten in Noord-Afrika, van Marokko tot Egypte en van Senegal tot Somalië, 1 soort in zuidelijk Afrika, in Zimbabwe, Angola en verder naar het zuiden tot de Kaap). De gewone vos is in de negentiende eeuw ingevoerd in Australië.

## Soorten
- Geslacht Vulpes (Echte vossen)
  - Ondergeslacht Vulpes
    - †Vulpes adoxus
    - †Vulpes alopecoides
    - Vulpes bengalensis – Bengaalse vos
    - Vulpes cana – Afghaanse vos
    - Vulpes chama – Kaapse vos of kamavos
    - Vulpes corsac – Steppevos of korsakvos
    - Vulpes ferrilata – Midden-Aziatische vos of Tibetaanse zandvos
    - †Vulpes galaticus
    - Vulpes macrotis – Grootoorkitvos
    - Vulpes pallida – Oostelijke zandvos of vale vos
    - †Vulpes pattisoni
    - †Vulpes praecorsac
    - †Vulpes praeglacialis
    - †Vulpes pulcher
    - Vulpes rueppelli – Zandvos
    - †Vulpes stenognathus
    - Vulpes velox – Kitvos
    - Vulpes vulpes – Gewone vos of rode vos

  - Ondergeslacht Alopex
    - Vulpes lagopus – Poolvos

  - Ondergeslacht Fennecus
    - Vulpes zerda – Fennek of woestijnvos